# Elvis Presley (album)
Elvis Presley is het eerste studioalbum van de Amerikaanse zanger Elvis Presley, uitgebracht op 23 maart 1956 door RCA Victor. Het album stond tien weken lang bovenaan in de Amerikaanse hitlijst en was het eerste rock-'n-roll-album dat deze positie bereikte. Het was tevens het eerste album uit dit genre waarvan meer dan een miljoen exemplaren werden verkocht. In 2003 plaatste het muziektijdschrift Rolling Stone het album op de 55ste plaats in een lijst van The 500 Greatest Albums of All Time. Alle nummers op dit album werden in augustus 1956 als single uitgebracht.

## Achtergrond
In het najaar van 1955 verschenen de eerste singles van Presley in de country-hitlijst. De nummers Baby, Let's Play House en I Forgot to Remember to Forget bereikten respectievelijk de vijfde en de eerste plaats. De manager van Presley, Colonel Tom Parker, onderhield contacten met het platenlabel RCA. Hij overtuigde RCA-manager Steve Sholes ervan om Presley te contracteren. Op 21 november 1955 kocht hij Presleys contract van Sam Phillips, de directeur van Sun Records, voor een ongekend bedrag van 35.000 dollar.

## Albumhoes
De albumhoes staat op de veertigste plaats in Rolling Stones lijst van de 100 Greatest Album Covers. De foto op de hoes is waarschijnlijk gemaakt door William V. "Red" Robertson tijdens een concert in Tampa op 31 januari 1955. Dezelfde hoes werd gebruikt voor een ep, die werd uitgebracht in maart 1956. De Britse punkgroep The Clash gebruikte dit ontwerp voor de hoes van hun album London Calling uit 1979. Deze hoes staat één plaats hoger op de reeds genoemde lijst van Rolling Stone. Ook de hoezen van Rain Dogs (een album van Tom Waits uit 1985) en Reintarnation (van K.D. Lang uit 2006) zijn geïnspireerd door deze albumhoes.

## Composities
| Nr. | Titel                                               | Datum van opname  | Duur |
| --- | --------------------------------------------------- | ----------------- | ---- |
| 1.  | Blue Suede Shoes (Carl Perkins)                     | 30 januari 1956   | 1:58 |
| 2.  | I'm Counting on You (Don Robertson)                 | 11 januari 1956   | 2:24 |
| 3.  | I Got a Woman (Ray Charles/Renald Richard)          | 10 januari 1956   | 2:23 |
| 4.  | One-Sided Love Affair (Bill Campbell)               | 30 januari 1956   | 2:09 |
| 5.  | I Love You Because (Leon Payne)                     | 5 juli 1954       | 2:42 |
| 6.  | Just Because (Sydney Robin/Bob Shelton/Joe Shelton) | 10 september 1954 | 2:32 |

| 7.                 | Tutti Frutti (Dorothy LaBostrie/Richard Penniman)                     | 31 januari 1956   | 1:58 |
| 8.                 | Trying to Get to You (Rose Marie McCoy/Margie Singleton)              | 11 juli 1955      | 2:31 |
| 9.                 | I'm Gonna Sit Right Down and Cry (Over You) (Howard Biggs/Joe Thomas) | 31 januari 1956   | 2:01 |
| 10.                | I'll Never Let You Go (Lil' Darlin') (Jimmy Wakely)                   | 10 september 1954 | 2:24 |
| 11.                | Blue Moon (Richard Rodgers/Lorenz Hart)                               | 19 augustus 1954  | 2:31 |
| 12.                | Money Honey (Jesse Stone)                                             | 10 januari 1956   | 2:34 |
| Totale duur: 28:03 |                                                                       |                   |      |

## Bezetting
- Elvis Presley – zang, gitaar, piano
- Chet Atkins – gitaar
- Johnny Bernero – drums op "Trying to Get to You"
- Bill Black – basgitaar
- Floyd Cramer – piano
- Dominic Fontana – drums
- Marvin Hughes - piano
- Shorty Long – piano
- Scotty Moore – gitaar
- Ben Speer - achtergrondzang
- Brock Speer - achtergrondzang
- Gordon Stoker - achtergrondzang